# Tamnoserica mutans
Tamnoserica mutans är en skalbaggsart som beskrevs av Blanchard 1850. Tamnoserica mutans ingår i släktet Tamnoserica och familjen Melolonthidae.
Artens utbredningsområde är Madagaskar. Inga underarter finns listade i Catalogue of Life.